# Мурдханья тхакар

Тхакар (ठकार), ота милайо та (ओठ मिलायो ठ) — тха, буква деванагари, обозначает придыхательный ретрофлексный переднеязычный глухой взрывной согласный [ṭh]. Акшара-санкхья — 2 (два). Лигатуры: ठ्ठ — тхтха, ट्ठ — ттха.

Тхакар ранджана

## Нумерация Арьябхата
- тха (ठ) — 12
- тхи (ठि) — 1200
- тху (ठु) — 120 000